# 原吸鳅属
原吸鳅属（学名：Protomyzon）为小型腹吸鰍科鱼类，為婆罗洲特有種，共有4种。其属加词“Protomyzon”中，proto意为原始的，myzon指腹吸鳅，命名人推测原吸鳅属是比较基干的腹吸鳅类群。1932年，Hora以分布于婆罗洲的怀氏平鳅（Homaloptera whiteheadi Vaillant 1894）为模式种建立了本属。
1980年，中国生物学家陈宜瑜将两种在中国广西大瑶山发现的鱼类厚唇原吸鳅和中华原吸鳅归于原吸鳅属下。2004年新加坡国立大学鱼类学家Maurice Kottelat将之分为一个新属，近原吸鳅属。2011年，中国与新加坡科学家又将厚唇原吸鳅独立为一个新属瑶山鳅属。

## 物種
本屬目前已知有四種：
- 光唇原吸鳅 Protomyzon aphelocheilus Inger & P. K. Chin, 1962
- 婆罗原吸鳅 Protomyzon borneensis Hora（瑞典语：Sunder Lal Hora） & Jayaram, 1952
- 格氏原吸鳅 Protomyzon griswoldi (Hora（瑞典语：Sunder Lal Hora） & Jayaram, 1952)
- 怀氏原吸鳅 Protomyzon whiteheadi (Vaillant, 1894)